# Shifra Lerer
Shifra Lerer, jiddisch Shifre Lerer (* 30. März 1915 in Argentinien; † 12. März 2011 in Manhattan, New York City), war eine US-amerikanische Schauspielerin russischer Herkunft und eine der bedeutendsten Vertreterinnen des jiddischen Theaters.

## Leben
Shifra Lerer stammte aus einer russisch-jüdischen Familie. Ihr Vater war Seifenhersteller und vor der Armut und dem Antisemitismus nach Argentinien geflohen. Bereits im Alter von fünf Jahren gab sie nach ihrer Entdeckung durch den Schauspieler Boris Thomashevsky ihr Debüt am jüdischen Theater in Argentinien und trat im Laufe ihrer annähernd 90-jährigen Theaterkarriere an jiddischen Theatern in Europa, Israel und zuletzt in New York City auf.
Nach einem ersten Auftritt in God, Man and Devil (1950) von Joseph Seiden wurde sie einem breiteren Kinopublikum in den 1990er Jahren bekannt durch ihre Nebenrollen als „Nellie Krichinsky“ in Avalon (1990) von Barry Levinson, jüdische Frau in Sanfte Augen lügen nicht (1992) von Sidney Lumet, Kathys Großmutter in Sekt oder Selters (1996) von Jon Sherman sowie zuletzt als „Dolly“ in Woody Allens Harry außer sich (1997).

## Filmografie
- 1950: God, Man and Devil
- 1990: Avalon
- 1992: Sanfte Augen lügen nicht (A Stranger Among Us)
- 1996: Sekt oder Selters  (Breathing Room)
- 1997: Harry außer sich (Deconstructing Harry)
- 1999: Kartenspieler